# Tanzwut (Band)
Tanzwut ist eine 1997 in Berlin gegründete Mittelalter-Rock-Band.

## Geschichte

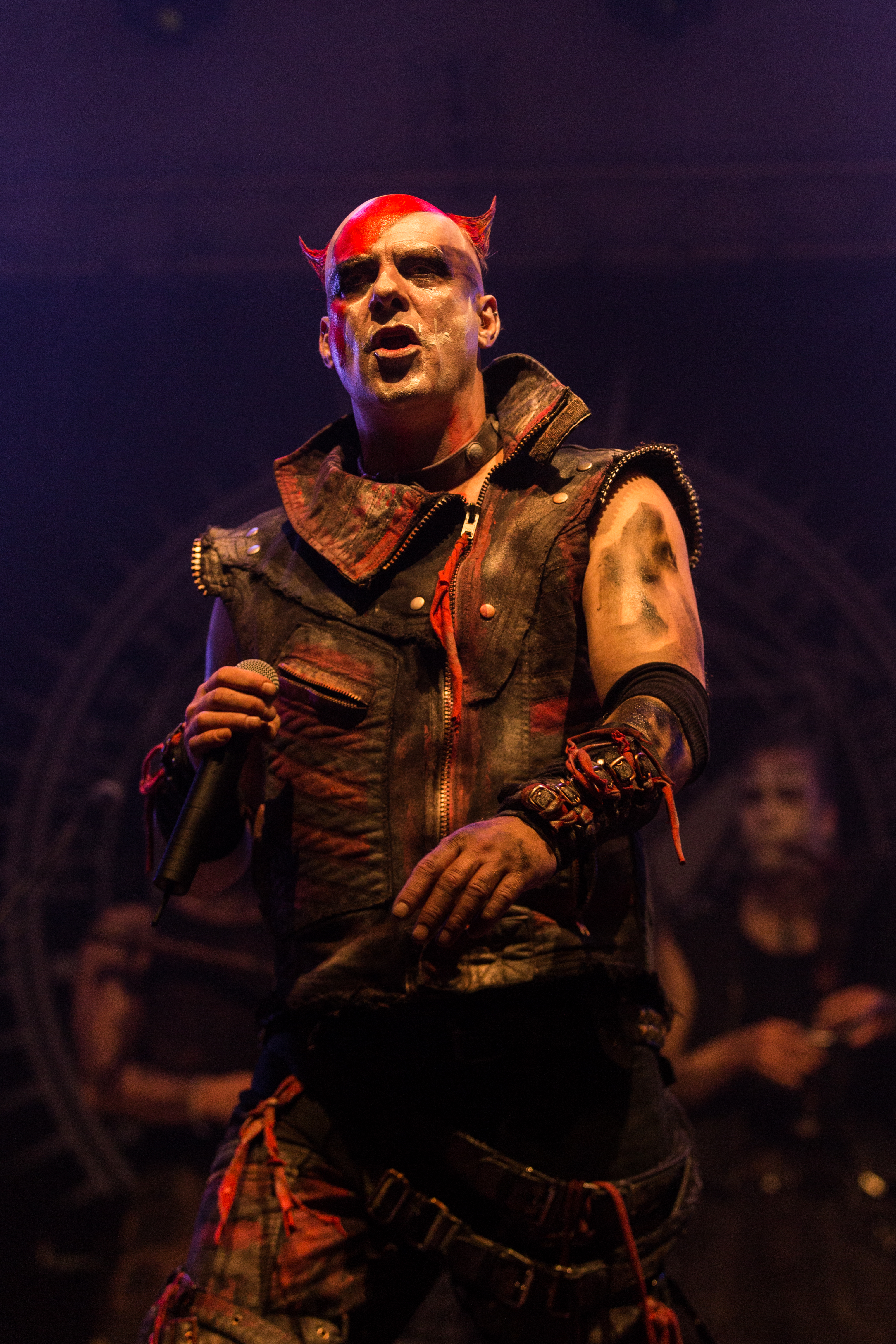
Sänger Teufel auf dem Wave-Gotik-Treffen 2017 in Leipzig

Die ursprüngliche Band bestand zum Teil aus Mitgliedern der Mittelaltermusik-Gruppe Corvus Corax. Die Idee, sich nicht mehr nur auf mittelalterlich anmutende Instrumente zu beschränken, kam Sänger Teufel und Micha Rhein (später In Extremo) noch zu der Zeit, als sie als Mittelalterband Pullarius Furcillo unterwegs waren. Nach der Trennung trug jeder den Gedanken weiter mit sich. 1997 erfolgte die Gründung des Projekts Tanzwut. Der Name geht auf das historische Phänomen der Tanzwut zurück.
Im März 1999 erschien das selbstbetitelte Debütalbum Tanzwut über das EMI-Label Electrola. Das Album wurde von Jon Caffery produziert, der bereits für Alben der Toten Hosen und Einstürzende Neubauten verantwortlich war.
Nach einigen Umstellungen der Besetzung hat sich im Oktober 2010 wieder eine feste Formation gebildet.
Am 8. Juli 2011 erschien mit Morus et diabolus ein akustisches Mittelaltermusik-Album ohne E-Gitarren.

## Stil

### Musik
Auf den ersten vier Studioalben sind die Mittelalter-Elemente bis auf den Dudelsack stark reduziert. Stattdessen stehen Elemente der Neuen Deutschen Härte im Vordergrund. Mit tief gesungenen deutschen Texten, Elementen des Electro und ausgeprägten Riffing liegen diese Alben nah am Genre Neue Deutsche Härte.
Das nach der Trennung von Corvus Corax und Tanzwut 2011 veröffentlichte Album Morus et diabolus ist ein akustisches Mittelalteralbum. Die Musiker treten nach der Trennung der beiden früher eng miteinander verbundenen Gruppen unter dem Namen Tanzwut auch als Mittelalterband auf. Die Wurzeln fast aller Bandmitglieder liegen zum Teil schon seit mehr als 25 Jahren in der Musik der Mittelalterszene.
Auf dem Album Weiße Nächte wurde stark auf elektronische Elemente verzichtet, stattdessen sind die Dudelsäcke in den Vordergrund gerückt. Damit steht das Album dem Mittelalterrock deutlich näher als die ersten Alben.

### Texte
Die Texte sind in modernem Deutsch verfasst. Das Debütalbum Tanzwut enthielt vereinzelte Anspielungen auf mittelalterliche Texte sowie die Musik der Mittelalterszene. So bezieht sich das Lied Exkremento kritisch auf die Mittelalterrock-Band In Extremo. Die Strophen des Lieds Auferstehung setzen sich in Teilen aus einer neuhochdeutschen Übersetzung des althochdeutschen zweiten Merseburger Zauberspruchs zusammen. Der Refrain ist die erste Strophe des ersten Merseburger Zauberspruchs in Althochdeutsch.
In den weiteren Texten geht es vorrangig um Emotionen, primär die Liebe, zwischenmenschliche Beziehungen sowie Feste und Feiern. Mittelalterliche Elemente sind kaum zu finden.

### Image und Auftreten
Bei Liveauftritten setzt die Band auf fulminante Bühnenshows. Dabei spielt neben aufwendigen Outfits und Choreographien auch das Bandmitglied Teufel eine Rolle, der mit seinem kahlrasierten Schädel mit den zu Hörnern aufgestellten roten Haarbüscheln als optischer Mittelpunkt der Band dient.

## Wissenswertes
Der Titel Eiserne Hochzeit ist eine der inoffiziellen Hymnen des Fußballvereines 1. FC Union Berlin und wird bei Heimspielen häufig im Stadion An der Alten Försterei gespielt.
Im Titel Götterfunken zitieren Tanzwut Goethes Faust zur Melodie von Beethovens 9. Sinfonie.
Das Lied Bitte Bitte ist ein Cover von Die Ärzte.
Im Titel Eisenmann vom ersten Album stimmen Melodie und Name mit dem Song Iron Man von Black Sabbath überein.

## Diskografie
Studioalben

| Jahr | Titel Musiklabel                                   | Höchstplatzierung, Gesamtwochen, AuszeichnungChartsChartplatzierungen (Jahr, Titel, Musiklabel, Platzierungen, Wochen, Auszeichnungen, Anmerkungen) | Anmerkungen                              |
| Jahr | Titel Musiklabel                                   | DE | Anmerkungen                              |
| ---- | -------------------------------------------------- | --- | ---------------------------------------- |
| 1999 | Tanzwut Electrola (EMI)                            | DE88 (1 Wo.)DE | Erstveröffentlichung: 26. Februar 1999   |
| 2000 | Labyrinth der Sinne Electrola (EMI)                | DE61 (6 Wo.)DE | Erstveröffentlichung: 14. Juli 2000      |
| 2003 | Ihr wolltet Spaß Pica Records (EFA)                | DE46 (3 Wo.)DE | Erstveröffentlichung: 7. April 2003      |
| 2006 | Schattenreiter Pica Records (Soulfood)             | DE79 (1 Wo.)DE | Erstveröffentlichung: 7. April 2006      |
| 2011 | Weiße Nächte T.Fel Records (Soulfood)              | DE72 (1 Wo.)DE | Erstveröffentlichung: 16. September 2011 |
| 2013 | Höllenfahrt T.Fel Records (Soulfood)               | DE59 (1 Wo.)DE | Erstveröffentlichung: 6. September 2013  |
| 2015 | Freitag der 13. AFM Records (Soulfood)             | DE36 (1 Wo.)DE | Erstveröffentlichung: 13. Februar 2015   |
| 2016 | Schreib es mit Blut AFM Records (Soulfood)         | DE26 (1 Wo.)DE | Erstveröffentlichung: 8. Juli 2016       |
| 2019 | Seemannsgarn AFM Records (RTD)                     | DE38 (1 Wo.)DE | Erstveröffentlichung: 7. Juni 2019       |
| 2021 | Die Tanzwut kehrt zurück NoCut Entertainment (SPV) | DE11 (2 Wo.)DE | Erstveröffentlichung: 28. Mai 2021       |
| 2023 | Silberne Hochzeit NoCut Entertainment (SPV)        | DE23 (1 Wo.)DE | Erstveröffentlichung: 24. Februar 2023   |
| 2024 | Achtung, Mensch! NoCut Entertainment (SPV)         | DE15 (1 Wo.)DE | Erstveröffentlichung: 30. August 2024    |